# Brave Combo
I Brave Combo sono un gruppo musicale statunitense di Denton, Texas.

## Storia
Fu fondato nel 1979 dal chitarrista e tastierista Carl Finch, e da allora ebbero un buon successo in Texas per oltre trent'anni. La loro musica, sia originali che cover, incorpora un gran numero di danze, tra cui polka, rumba e cha cha cha
Eseguono cover di vari brani famosi nel loro stile, per esempio Purple Haze di Jimi Hendrix e People Are Strange dei The Doors come polke,  (I Can't Get No) Satisfaction dei The Rolling Stones come cha-cha-cha e Sixteen Tons come cumbia.
Nel 1999 e nel 2005 ricevono due Grammy Award come Miglior Album Polka, rispettivamente per Polkasonic e Let's Kiss.

## Curiosità
- Fanno una breve apparizione nell'episodio Fatti e Assuefatti, quindicesimo episodio della quindicesima stagione, della serie animata I Simpson: infatti il creatore della serie, Matt Groening, è un fan del gruppo.
- Bob Dylan ha dichiarato che la canzone Must Be Santa presente nell'album Christmas in the Heart del 2009 proviene dai Brave Combo; infatti il brano ha uno stile polka quasi identico a quello dell'album del 1991 It's Christmas, Man! del gruppo stesso.